# Tezoyuca
Tezoyuca é um município do estado do México, no México.